# Beira Interior Norte
A Beira Interior Norte foi uma sub-região estatística portuguesa, parte da Região do Centro (Região das Beiras) e do Distrito da Guarda. Limitava a norte com o Douro, a leste com a Espanha, a sul com a Beira Interior Sul e com a Cova da Beira e a oeste com a Serra da Estrela e com Dão-Lafões. Tinha uma área de 4251 km² e uma população de 104 403 habitantes (censos de 2011).
Compreendia 9 concelhos:
- Almeida (Vila)
- Celorico da Beira (Vila)
- Figueira de Castelo Rodrigo (Vila)
- Guarda (Cidade) (Sede da CIM)
- Manteigas (Vila)
- Mêda (Cidade)
- Pinhel (Cidade)
- Sabugal (Cidade)
- Trancoso (Cidade)